# Canton de Roujan
Le canton de Roujan est une ancienne division administrative française située dans le département de l'Hérault, dans l'Arrondissement de Béziers.

## Composition
Il était composé des onze communes suivantes :
| Nom                | Code Insee | Intercommunalité   | Superficie (km2) | Population (dernière pop. légale) | Densité (hab./km2) |
| ------------------ | ---------- | ------------------ | ---------------- | --------------------------------- | ------------------ |
| Roujan (chef-lieu) | 34237      | CC Les Avant-Monts | 17,02            | 2 033 (2014)                      | 119                |
| Fos                | 34104      | CC Les Avant-Monts | 6,58             | 103 (2014)                        | 16                 |
| Fouzilhon          | 34105      | CC Les Avant-Monts | 5,39             | 229 (2014)                        | 42                 |
| Gabian             | 34109      | CC Les Avant-Monts | 15,96            | 840 (2014)                        | 53                 |
| Magalas            | 34147      | CC Les Avant-Monts | 20,76            | 3 322 (2014)                      | 160                |
| Margon             | 34149      | CC Les Avant-Monts | 4,47             | 632 (2014)                        | 141                |
| Montesquieu        | 34168      | CC Les Avant-Monts | 14,47            | 66 (2014)                         | 4,6                |
| Neffiès            | 34181      | CC Les Avant-Monts | 10,92            | 1 051 (2014)                      | 96                 |
| Pouzolles          | 34214      | CC Les Avant-Monts | 10,01            | 1 136 (2014)                      | 113                |
| Roquessels         | 34234      | CC Les Avant-Monts | 8,98             | 112 (2014)                        | 12                 |
| Vailhan            | 34319      | CC Les Avant-Monts | 11,23            | 162 (2014)                        | 14                 |

## Représentation
De 1833 à 1848, les cantons de Roujan et de Servian n'avaient qu'un seul conseiller général. Le nombre de conseillers généraux était limité à 30 par département.

### Conseillers généraux de 1833 à 2015
| Période                                  | Période           | Identité                  | Étiquette             | Qualité |
| ---------------------------------------- | ----------------- | ------------------------- | --------------------- | --- |
| 1833                                     | 1839              | Bernard Marie Barral      |                       | Propriétaire Maire de Puissalicon                                                                           |
| 1839                                     | 1871              | Adolphe Cabal (1800-1885) |                       | Propriétaire à Roujan, conseiller d'arrondissement                                                          |
| 1871                                     | 1880 (démission)  | Achille Bastard           | Républicain           | Docteur-médecin à Gabian                                                                                    |
| 1880                                     | 1883              | Auguste Bouys             | Droite                | Notaire à Roujan                                                                                            |
| 1883                                     | 1884 (annulation) | Julien Gély               | Républicain           | Bâtonnier de l'Ordre des Avocats                                                                            |
| 1884                                     | 1895              | Jules André               | Rad.                  | Propriétaire à Pézenas                                                                                      |
| 1895                                     | 1906 (décès)      | Germain Delhon            | Rad.                  | Maire de Vendémian                                                                                          |
| 1906                                     | 1922 (décès)      | Louis Chabardès           | Rad. Défense viticole | Vétérinaire - Maire de Magalas                                                                              |
| 1922                                     | 1924 (annulation) | Raphaël Rhul (1881-1957)  | PRS                   | Employé à la Société du Gaz de Paris Député de la Seine (1919-1924)                                         |
| 1924                                     | 1937              | Edgard Bousquet           | SFIO puis USR         | Propriétaire Maire de Pouzolles (révoqué par le Gouvernement de Vichy en 1941), conseiller d'arrondissement |
| 1937                                     | 1940 (Révoqué)    | Marin Calas (1887-1963)   | SFIO                  | Négociant en vins à Neffiès Révoqué par le Gouvernement de Vichy                                            |
|                                          |                   |                           |                       | |
| 1945                                     | 1963 (décès)      | Marin Calas               | SFIO                  | Négociant en vins, ancien résistant Maire de Neffiès (1945-1947)                                            |
| 24 février 1963                          | 1976              | Jean Péridier             | SFIO puis PS          | Avocat Sénateur (1959-1980) Maire du Pouget                                                                 |
| 1976                                     | 1988              | Yves Verdeil              | PCF                   | Médecin |
| 1988                                     | 2015              | Francis Boutes            | PS                    | Enseignant Maire de Gabian Vice-Président du Conseil Général                                                |
| Les données manquantes sont à compléter. |                   |                           |                       | |

### Conseillers d'arrondissement (de 1833 à 1940)
| Période                                  | Période | Identité                                | Étiquette                       | Qualité |
| ---------------------------------------- | ------- | --------------------------------------- | ------------------------------- | --- |
| 1833                                     | 1839    | Adolphe Cabal                           |                                 | Propriétaire à Roujan                                                                                       |
| 1839                                     | 1845    | Gilles-Leu Bédrines (1796-1869)         |                                 | Notaire, maire de Magalas                                                                                   |
| 1845                                     | 1848    | Alexis Montels (1792-1861)              |                                 | Docteur en médecine, propriétaire, maire de Gabian (1833-1840 et 1848-1861)                                 |
| 1848                                     | 1871    | Jean Étienne Marcelin Azéma (1806-1879) |                                 | Avocat à Roujan                                                                                             |
| 1871                                     |         | Léon Couderc                            |                                 | Propriétaire à Pouzolles                                                                                    |
|                                          |         |                                         |                                 | |
| 1886                                     | 1890    | Albert Fabre (1845-1919)                | Républicain                     | Architecte, écrivain, historien, Roujan et Béziers                                                          |
|                                          |         |                                         |                                 | |
| 1898                                     | 1904    | Émilien Guerre                          | Républicain progressiste        | Maire de Gabian                                                                                             |
| 1904                                     | 1919    | Aristide Higonenc                       | Radical                         | Maire de Neffiès                                                                                            |
| 1919                                     | 1924    | Edgard Bousquet                         | SFIO                            | Propriétaire, maire de Pouzolles                                                                            |
| 1924                                     | 1928    | Léopold Jammes                          | Radical                         | Propriétaire, maire de Roquessels                                                                           |
| 1928                                     | 1940    | Émile Astruc                            | Conc.rép. puis Union socialiste | Maire de Gabian, Président du Conseil d'arrondissement                                                      |
| 1940                                     |         |                                         |                                 | Les conseils d'arrondissement ont été suspendus par la loi du 12 octobre 1940 et n'ont jamais été réactivés |
| Les données manquantes sont à compléter. |         |                                         |                                 | |

## 2 photos du canton
|  |  |

## Démographie
| 1962  | 1968  | 1975  | 1982  | 1990  | 1999  | 2006  | 2011  | 2012  |
| ----- | ----- | ----- | ----- | ----- | ----- | ----- | ----- | ----- |
| 6 201 | 6 068 | 5 705 | 5 608 | 5 824 | 6 226 | 7 891 | 9 254 | 9 414 |